# Divizia A 1939-1940
La Divizia A 1939-1940 è stata la 28ª edizione del campionato rumeno di calcio, disputato tra l'agosto 1939 e il giugno 1940 e si concluse con la vittoria finale del Venus București, al suo settimo titolo.
Capocannoniere del torneo fu Ștefan Auer (Rapid București), con 21 reti.

## Formula
Prima dell'inizio della stagione la federazione stabilì che il numero massimo di stranieri che potevano scendere in campo era di 5. Nella stessa riunione venne stabilito il numero massimo di squadre che ogni città poteva avere a partire dalla stagione successiva: Tre squadre per Bucarest, due per Timișoara e non più di una squadra nella massima serie per le altre città.
Presero parte alla competizione dodici squadre che si incontrarono in gare di andata e ritorno per un totale di 22 partite. Le ultime due retrocedettero in Divizia B.
Dalla seconda divisione vennero promosse l'Unirea Tricolor București e, per la prima volta in massima serie, il CAM Timișoara e il Gloria CFR Galați.

## Squadre partecipanti
| Club                      | Città       | Stadio | Posizione 1938-1939 |
| ------------------------- | ----------- | ------ | ------------------- |
| AMEF Arad                 | Arad        |        | 3°                  |
| CAM Timișoara             | Timișoara   |        | Divizia B           |
| FC Carpați Baia Mare      | Baia Mare   |        | 7°                  |
| Gloria CFR Galați         | Galați      |        | Divizia B           |
| Juventus București        | Bucarest    |        | 8°                  |
| Rapid Bucarest            | Bucarest    |        | 5°                  |
| Ripensia Timișoara        | Timișoara   |        | 2°                  |
| Sportul Studențesc        | Bucarest    |        | 9°                  |
| UDR Reșița                | Reșița      |        | 4°                  |
| Unirea Tricolor București | Bucarest    |        | Divizia B           |
| Venus Bucarest            | Bucarest    |        | Campione di Romania |
| Victoria Cluj             | Cluj Napoca |        | 6°                  |

## Classifica finale
|   | Pos. | Squadra                   | Pt | G  | V  | N  | P  | GF | GS | DR  |
| - | ---- | ------------------------- | -- | -- | -- | -- | -- | -- | -- | --- |
|   | 1.   | Venus București           | 31 | 22 | 14 | 3  | 5  | 59 | 19 | +40 |
|   | 2.   | Rapid Bucarest            | 29 | 22 | 11 | 7  | 4  | 64 | 31 | +33 |
|   | 3.   | Sportul Studențesc        | 27 | 22 | 8  | 11 | 3  | 42 | 31 | +11 |
|   | 4.   | UDR Reșița                | 25 | 22 | 8  | 9  | 5  | 43 | 42 | +1  |
| • | 5.   | CAM Timișoara             | 23 | 22 | 9  | 5  | 8  | 37 | 49 | -12 |
|   | 7.   | FC Carpați Baia Mare      | 22 | 22 | 9  | 4  | 9  | 41 | 41 | 0   |
|   | 6.   | Ripensia Timișoara        | 22 | 22 | 8  | 6  | 8  | 36 | 37 | -1  |
| • | 8.   | AMEF Arad                 | 21 | 22 | 10 | 1  | 11 | 37 | 39 | -2  |
|   | 9.   | Unirea Tricolor București | 21 | 22 | 8  | 5  | 9  | 36 | 40 | -4  |
|   | 10.  | Gloria CFR Galați         | 17 | 22 | 8  | 1  | 13 | 27 | 59 | -32 |
|   | 11.  | Juventus București        | 14 | 22 | 4  | 6  | 12 | 36 | 48 | -12 |
|   | 12.  | Victoria Cluj             | 12 | 22 | 4  | 4  | 14 | 18 | 40 | -22 |

Legenda:

      Campione di Romania e ammessa alla Coppa dell'Europa Centrale 1940
      Retrocessa in Divizia B
      Trasferita nella giurisdizione della MLSZ
      Bannata per imposizione fascista
Note:

Due punti a vittoria, uno a pareggio, zero a sconfitta.

### Verdetti
- ASC Venus București Campione di Romania 1939-40 e ammessa alla Coppa dell'Europa Centrale 1940
- FC Rapid Bucarești ammessa alla Coppa dell'Europa Centrale 1940
- Juventus București e Victoria Cluj retrocesse in Divizia B 1940-1941.
- CAM Timisoara e AMEF Arad escluse dal regime fascista.
- Carpati Baia Mare situata nel territorio annesso dall'Ungheria.